# Средно-Градиште
Средно-Градиште (болг. Средно градище) — село в Болгарии. Находится в Старозагорской области, входит в общину Чирпан. Население составляет 165 человек.

## Политическая ситуация
Средно-Градиште подчиняется непосредственно общине и не имеет своего кмета.
Кмет (мэр) общины Чирпан — Васил Георгиев Донев (коалиция: Политическое движение социал-демократов (ПДСД) и Объединённый блок труда (ОБТ)) по результатам выборов в правление общины.